# Stachyphrynium sumatranum
Stachyphrynium sumatranum là một loài thực vật có hoa trong họ Marantaceae. Loài này được (Miq.) K.Schum. miêu tả khoa học đầu tiên năm 1902.